# Марьинка (Синельниковский район)
Ма́рьинка (укр. Мар'їнка) — село,
Марьевский сельский совет,
Синельниковский район,
Днепропетровская область,
Украина.
Код КОАТУУ — 1224884005. Население по переписи 2001 года составляло 104 человека.

## Географическое положение
Село Марьинка находится на берегу реки Вороной,
выше по течению на расстоянии в 0,5 км расположено село Марьевка,
ниже по течению на расстоянии в 1,5 км расположено село Весёлое.